# André Boursier-Mougenot
Pour les articles homonymes, voir Boursier et Mougenot.
André Boursier-Mougenot, né le 13 juillet 1892 à Nancy et mort le 28 janvier 1971 à Grasse, est un peintre figuratif, illustrateur, auteur, photographe et cinéaste qui a travaillé à Paris et à Nancy puis à Grasse. Il est le père du plasticien et historien des jardins Ernest Boursier-Mougenot, ainsi que le grand-père du plasticien Céleste Boursier-Mougenot.

## Biographie
André Boursier-Mougenot, engagé en 1915, est blessé pendant la Première Guerre mondiale. Il obtient une licence en droit en 1919, puis suit les cours de l'Académie Julian à Paris et commence à exposer. L'État acquiert une de ses toiles lors de la première exposition à laquelle il participe (tableau déposé en 1925 au musée de l’hôtel de ville de Nancy). 
André Boursier-Mougenot, très actif dans la vie culturelle de Nancy, lié au peintre et graveur Étienne Cournault, est un des membres du Comité Nancy-Paris, une association d'artistes, d’auteurs, d’architectes et d’étudiants fondée en 1923. L'objectif de cette association était de présenter à Nancy les développements contemporains les plus importants dans l'art arrivant alors à Paris. Le comité a entre autres organisé du 12 au 31 mars 1926 une prestigieuse exposition avec la participation d'environ quarante artistes. Boursier-Mougenot y expose une huile sur toile intitulée La place Thiers.
Les peintres invités
Braque, Chagall, Derain, Dufy, Gris, Laglenne, Laurencin, Léger, Lhote, Lurçat, Marcoussis, Matisse, Ozenfant, Pascin et Picasso
Les sculpteurs
Laurens, Lipchitz, Maillol, Orloff et Zadkine
Les artistes lorrains indépendants
Victor Prouvé, Boursier-Mougenot, Colin, Cournault, Goor, Guillaume, Jean Lurçat, Ernest Ventrillon, Ventrillon le Jeune, Hay, André Lurçat, Jean Prouvé,  Géo Condé, Goutière-Vernolle, Métraux
Le supplément
Arp, Chirico, Denis, Ernst, Masson, Miro, Man Ray
Les architectes
- Allemagne : Hilberseimer, Mies von der Rohe, Gropius
- Autriche : Behrens, Fellerer, Vetter[Qui ?], Strnad, Frank, Haerdt[Qui ?], Hoffmann
- Belgique : Acke, Bourgeois, Coninck, Eggerickx, Hoeben, Hoste, Jasinsky, Jespers, Van der Swaelmen, Verbruggen
- France : Guévrékian, Le Corbusier, Lurçat, Mallet-Stevens, Moreux, Perret
- Hollande : le groupe « De Stijl » dont van Doesburg, Oud, Rietveld
- Suisse : Mühll

En 1928, il expose des paysages de Provence et de Corse chez Bernheim-Jeune. 
André Boursier-Mougenot s'installe à Grasse en 1936 où il avait des attaches familiales et où il demeurera jusqu'à sa mort. Il côtoie Aimé et Marguerite Maeght et bien des artistes dont Bonnard au Cannet qui viendra le visiter dans son atelier à Grasse et Matisse (son « ancien » à l'Académie Julian) à Vence. Il a fait partie, dès sa fondation et jusqu'à la dissolution, du groupe des Arts plastiques de Grasse avec les peintres Tessa Radjine, Georges Bard, Hékimiant et Andrée Moulu.

## Expositions

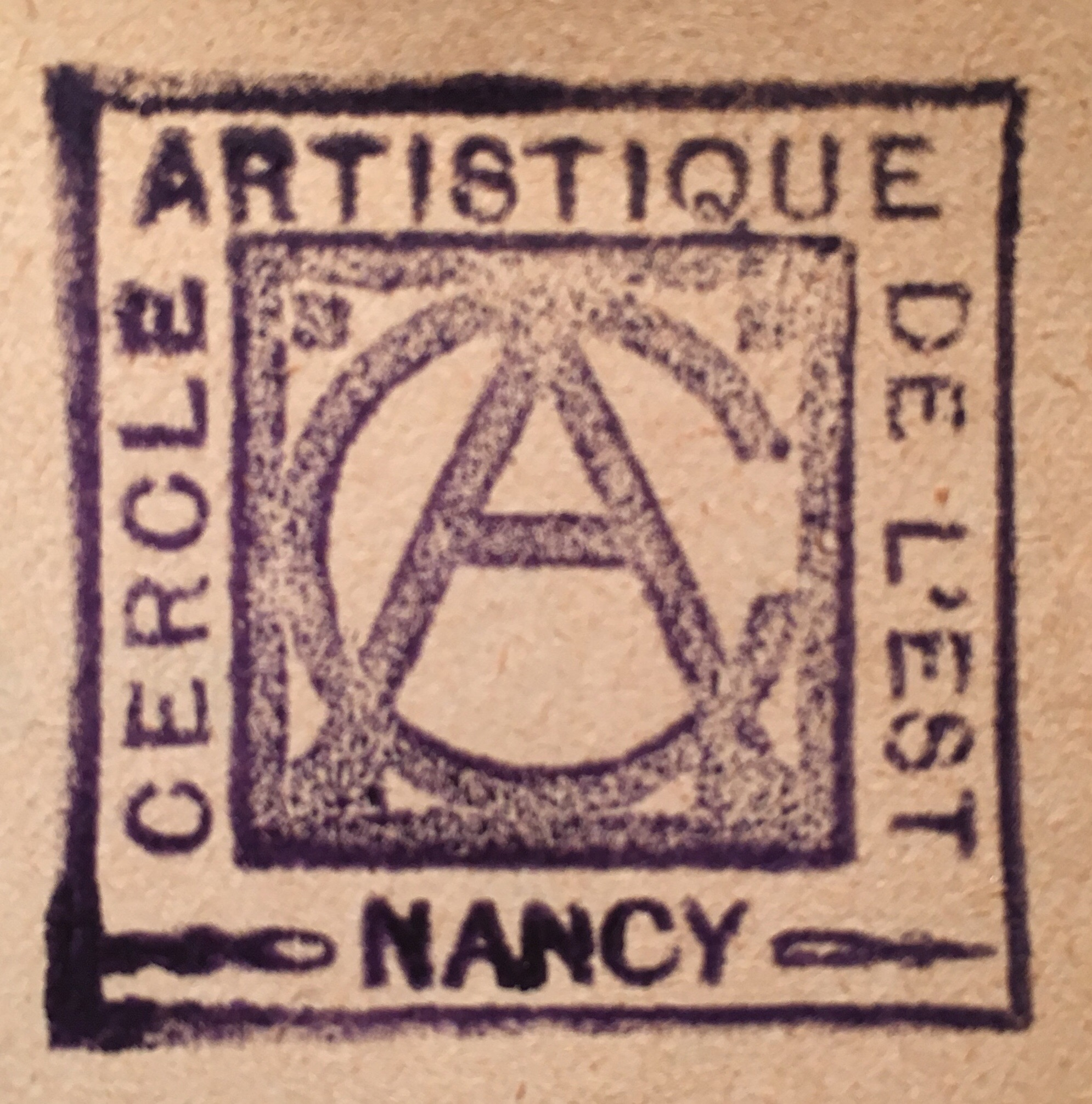
Cercle artistique de l’Est – Nancy

À partir de 1924, l'artiste expose entre autres à Nancy, Paris, Cannes et Grasse dont les expositions suivantes :
- 1924 : Nancy, Salon des amis des arts.
- 1924 : Une toile achetée par l'État : Paysage, Musée des beaux-arts de Nancy.
- 1925 : Nancy, Salon des amis des arts.
- 1926 : Nancy, Comité Paris-Nancy aux Galeries Poirel.
- 1926 : Nancy, Cercle artistique de l'Est.
- 1927 : Nancy, cercle artistique de l'Est.
- 1927 : Paris, galerie À l'Art Contemporain (cf. Bénézit).
- 1930 : Paris, Salon des indépendants[4].
- 1939 : Cannes, à l'inauguration à la première galerie Maeght.
- Années 1950 : Grasse, expositions avec le groupe des Arts plastiques.
- 2011 : Bargemon (Var), musée Camos du 8 janvier au 28 mars.

## Illustrateur et auteur
Entre 1930 et 1938, il est auteur et illustrateur de publicités et de livres pour enfants aux éditions Mame, Bouasse-jeune et Berger-Levrault, parmi lesquelles :
- Doudou s'envole, chez Mame, 1933, publié en version anglaise par Grosset Dunlap à New York en 1937.
- Histoire de deux canards désobéissants, Berger-Levrault, Paris, 1933.
- Les animaux au banc des accusés par André Rosambert, Extrait de LA TOGE, 1933.
- Zoumada, chez Mame, 1935.
- Alphabet de l'Enfant Jésus, chez Mame, 1936.
- Un bon garde champêtre par la comtesse d'Albane, chez Mame à Tours, 1936.
- Le Pot de confitures, de Jeanne de Maréchal, chez Mame à Tours, 1936.
- Le paradis terrestre, L'arche de Noé, aux éditions Bouasse-jeune, 1936.
- Saintes de France, chez Bouasse-jeune, 1937.
- Dix cartes postales, images pieuses, chez Bouasse-jeune, vers 1938.
- Six images de piété en couleurs sur la communion, chez Bouasse-jeune, vers 1938.
- La bonne Fridoline et la méchante Dorothée, chez Mame, 1939.

## Cinéaste
Dans les années 1920, André Boursier-Mougenot réalise des films en 9,5 mm Pathé-Baby, puis dans les années 1930 en 16 mm. Un certain nombre de ses films sont dans la collection du Conservatoire régional de l'image de Lorraine, un entrepôt de photographies et de film qui fait partie des Archives nationales françaises. Y sont également conservées la collection de photographies binoculaires sur verre (restituant le relief) de son père Charles Boursier, auteur de 800 devises de cadrans solaires (Berger-Levrault, Paris, 1936), un ouvrage synthétique et documenté qui fait encore autorité aujourd'hui.